# Choroby łańcuchów ciężkich
Choroby łańcuchów ciężkich – rodzina rzadkich nowotworów limfoproliferacyjnych wywodzących się z limfocytów B. W ich przebiegu dochodzi do uwalniania uszkodzonych łańcuchów ciężkich (α, γ, μ), które nie łączą się z łańcuchami lekkimi (przez co nie powstają prawidłowe immunoglobuliny) i mogą tworzyć polimery.
Wyróżnia się:
- chorobę łańcucha ciężkiego α (chorobę Seligmanna)
- chorobę łańcucha ciężkiego γ (chorobę Franklina)
- chorobę łańcucha ciężkiego μ.

Choroby te różnią się obrazem klinicznym i rokowaniem.

## Klasyfikacja ICD10
| kod ICD10     | nazwa choroby                                 |
| ------------- | --------------------------------------------- |
| ICD-10: C88   | Choroby łańcuchów ciężkich                    |
| ICD-10: C88.2 | Inne choroby łańcuchów ciężkich               |
| ICD-10: C88.3 | Choroba immunoproliferacyjna jelita cienkiego |